# Alexandre Macédonski
Alexandre Macédonski (en roumain Alexandru Macedonski), également nommé Al A. Macedonski, Macedonschi ou Macedonsky,  14 mars 1854 - 24 novembre 1920) est un poète, dramaturge et critique littéraire roumain, principalement connu pour avoir fait connaître le symbolisme français en Roumanie, et pour avoir mené le mouvement symboliste roumain au cours de ses premières décennies.

## Biographie
Alexandre Macédonski est sans doute tout autant un écrivain français que roumain, est le principal introducteur du symbolisme dans la littérature roumaine. Il s'installera à Paris en 1884. Il publiera durant ces années un roman: Calvaire de feu (1906), et des poèmes, parmi lesquels un recueil intitulé Bronzes (1897). Le poète Alexandre Macédonski, à lui seul, assure le passage du romantisme au symbolisme et au dernières expériences poétiques, d'Alfred de Musset à Stéphane Mallarmé, tout en revendiquant le statut de pionnier européen du vers libre. Alexandre Macédonski écrit aussi bien en roumain qu’en français et publie en Roumanie, en France et en Belgique.
La revue Simbolul [Le symbole], des jeunes Tristan Tzara, Ion Vinea et Marcel Janco, publie, en 1912, un de ses poèmes, en guise d'hommage. C'est la même année que Ion Pillat et Horia Furtună commandent à Macédonski un volume de poésie pour la série Cărțile albe (Les livres blancs). Il s'agira de Flori sacre [Fleurs sacrées].
Selon Andreia Roman,"contemporain de Junimea, Macédonski affirme sa personnalité en s'opposant à l'idéologie de ce cercle littéraire".
Il fut enterré au Cimetière Bellu.
En 2006, il est élu, à titre posthume, membre de l'Académie roumaine.

## Publications

### Poésie
- Prima Verba, 1872
- Poesii, 1882
- Excelsior, 1895
- Bronzes, publié en français, Paris, 1897
- Flori sacre [Fleurs sacrées], 1912
- Poema rondelurilor [Le poème des rondeaux], 1927

### Prose
- Dramă banală [Drame banal], 1896
- Cartea de aur [Le livre d'or], 1902
- Le calvaire de feu, roman commencé en roumain et terminé en français 1906
- Thalassa, roman, 1915
- Nuvele [Nouvelles], 1923

### Théâtre
- Saul, [Saül] pièce écrite en collaboration avec Cincinat Pavelescu
- Moartea lui Dante Alighieri [La mort de Dante Alighieri], 1916
- Gemenii [Les jumeaux]
- Le Fou, publication posthume